# Szent György Maronita Székesegyház
A Szent György Maronita Székesegyház Bejrútban, Libanon fővárosában található a maronita egyház egyik temploma. A székesegyház egyben a Bejrúti maronita katolikus főegyházmegye központja. A katedrális építése 1884-ben kezdődött és 1894-ben fejeződött be. A homlokzata neoklasszikus stílusban készült.
Az épület súlyos károkat szenvedett és gyakran bombázták a libanoni polgárháború alatt. Többek között Eugène Delacroix Szent György festményét is. A katedrálist a polgárháború után helyrehozták, majd 2000-ben Naszrallah Butrusz Szfeir maronita érsek újra átadta.